# Ай-Вонтъихол
Ай-Вонтъихол (устар. Ай-Вонт-Игол) — река в России, протекает по территории Красноселькупского района Ямало-Ненецкого АО. Начинается в болоте, течёт в северо-западном направлении. Берега покрыты лесом. Устье реки находится в 11 км по левому берегу реки Вонтканингъёхан на высоте 114 метров над уровнем моря. Длина реки составляет 12 км.

## Данные водного реестра
По данным государственного водного реестра России относится к Нижнеобскому бассейновому округу, водохозяйственный участок реки — Таз, речной подбассейн реки — Подбассейн отсутствует. Речной бассейн реки — Таз.
По данным геоинформационной системы водохозяйственного районирования территории РФ, подготовленной Федеральным агентством водных ресурсов:
- Код водного объекта в государственном водном реестре — 15050000112115300064324
- Код по гидрологической изученности (ГИ) — 115306432
- Код бассейна — 15.05.00.001
- Номер тома по ГИ — 15
- Выпуск по ГИ — 3